# 푸깅 (오버외스터라이히주)

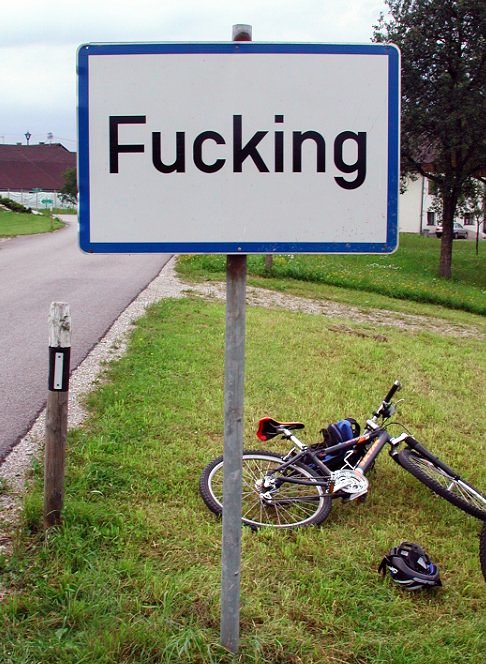
오스트리아에서 가장 잘 도둑맞는 교통 표지판. 푸킹 마을 입구에 있다.

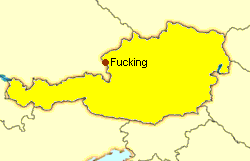
푸킹 마을의 위치

푸킹(Fugging), 2020년까지 푸킹(Fucking, /ˈfʊkɪŋ/)은 오스트리아 북서부 오버외스터라이히주에 있는 작은 마을의 이름이다. 가장 가까운 대도시는 오스트리아의 잘츠부르크이다. 독일의 바이에른주에 접해 있다.
이 마을은 그 특산물이나 기타 다른 이유 때문이 아니라, 이 마을의 로마자 표기가 영어권 사용자에게는 상스러운 표현으로 들리기 때문에 널리 유명해졌다. 물론 대부분의 독일어권 사람들은 영어권의 상스러운 표현인 fuck이라는 표현에 대해서 잘 알고 있긴 하지만, 실제로 이 마을의 이름인 Fucking은 적어도 서기 1070년부터 있었던 지명이므로 영어의 상스러운 표현과는 별다른 언어학 연관성은 없다. 이 도시 이름은 6세기 경의 어떤 사람 이름인 포코(Focko)와 고대 게르만어에서 사람을 뜻하는 접미사인 -ing가 합쳐지면서 변형되어 형성된 것으로 믿어진다.
이 마을은 영어권 사용자들이 자주 방문을 하여 이 마을의 입구에 있는 마을 이름이 적힌 교통 표지판 옆에서 사진을 찍는다든가 하는 일이 잦은 편인데, 이러한 까닭으로 오스트리아 전역에서 가장 많이 교통 표지판이 도난당하는 곳이기도 하다. 이 때문에 2005년 8월부터는 교통 표지판이 쉽게 도난당하지 못하도록 하는 여러 장치들이 설치되기도 하였다.
2004년에는 이 마을의 이름이 세계적으로 너무 희귀하게 들리는 바람에 마을 이름을 변경하기 위한 투표가 있었으나 주민들의 다수가 반대하여 현재의 이름을 그대로 유지하기로 하였다. 2020년 다시 주민 투표를 거쳐 2021년부터 새 이름으로 바뀌게 되었다.

## 같이 보기
- 특이한 지명